# Göran Hambræus
Göran Magnus Hambræus, även skrivet Göran M. Hambræus, folkbokförd Hambraeus, född 31 maj 1929 i Katarina församling i Stockholm, död 6 december 2014 i Gustavsbergs församling i Stockholms län, var en svensk läkare (kirurg).
Göran Hambræus var son till läkarparet Magnus Hambræus och Wera, ogift Sandström, samt bror till Lars Hambræus och Leif Hambraeus. Efter studentexamen 1948 gick han i föräldrarnas fotspår, blev medicine kandidat 1951 och medicine licentiat 1955. Han blev extra läkare vid kirurgiska avdelningen på Stocksunds lasarett 1953, var vid kirurgiska avdelningen på Sabbatsbergs sjukhus periodvis 1953, vikarierande underläkare vid Nationalföreningens mot tbc operationslag 1956, vikarierande underläkare kirurgiska garnisonsavdelningen, kirurgiska kliniken och thoraxkirurgiska kliniken på Karolinska sjukhuset 1956 och 1957, andre underläkare thoraxkirurgiska kliniken vid Karolinska sjukhuset från 1957. Fram till 1970-talet var han verksam i Stockholm.
Efter en kortare tids tjänstgöring i USA återkom Hambræus till Sverige och verkade från 1975 i Lund. Han förstod tidigt vikten av en specialiserad thoraxkirurgi och när man i Lund satsade i denna anda fick han ansvaret att utveckla lungkirurgin och matstrupskirurgin. Han förbättrade behandlingen av lungcancer och utvecklingsarbetet med matstrupscancer resulterade också i en doktorsavhandling som han försvarade vid Lunds universitet 1986.
Göran Hambræus var gift två gånger. Första gången var han gift 1956–1974 med Ingrid Callenberg (född 1938), senare manusförfattare under namnet Ingrid Höglund, dotter till kommunalborgmästaren Ernst Callenberg och rödakorssystern Anna-Stina Broman. I detta äktenskap fick han fyra barn: Per-Göran (född 1957), Anneli (född 1958), Carl (född 1964) och TV-journalisten Ulf Hambraeus (född 1966).
Andra gången var han gift 1974–2007 med Maira Westerberg (född 1945). I detta äktenskap fick han ytterligare två barn: Gustav (född 1974) och Martin (född 1976). Göran Hambræus är gravsatt i minneslunden på Katarina kyrkogård i Stockholm.